# Нурман, Кадыр
Кадыр Нурман (тур. Kadir Nurman; 1933, Стамбул — 24 октября 2013, Берлин) — немецкий предприниматель турецкого происхождения, признанный в Германии изобретатель шаурмы.

## Биография
Родился в Турции, начал свой кулинарный бизнес в Западном Берлине в 1972 году, открыв уличный киоск фастфуда. В нём он продавал дёнер-кебаб — жареное мясо с салатом, завернутое в лаваш. Его расчёт был прост: быстрая еда хорошо продавалась, спешащие берлинцы могли есть его на ходу. В 2011 году Ассоциация турецких производителей дёнеров в Европе со штаб-квартирой в Берлине признала Кадыра Нурмана изобретателем дёнера.
В Германии существует 16 тыс. кафе и ресторанчиков, в меню которых входит дёнер-кебаб. Более тысячи из них находятся в Берлине.